# Marta Piquero
Marta González Piquero (Pola de Lena, Principado de Asturias, 29 de julio de 1998) es una jugadora española de hockey patines que juega de atacante en el Telecable Gijón HC.

## Trayectoria
Se inició en C.P Pilar de Pola de Lena. A los 15 años fichó por el Biesca Gijón (actual Telecable hockey club). A lo largo de su carrera en su palmarés cuenta con cuatro OK Liga las temporadas (2016/2017), (2017/2018), (2022/2023) y (2024/2025), tres copas de la Reina en 2016, 2019 y 2023, dos copas de Europa en Lisboa (Portugal) en 2018 y 2023, dos supercopas de España :en Vilasana la temporada 2022/2023 y en Cubelles la temporada 2023/2024 y una copa intercontinental en San Juan (Argentina) en 2024. Con la selección asturiana, un campeonato de España Autonómico sub-18. 
Como internacional cuenta con cuatro campeonatos del mundo con la selección española absoluta, en Iquique, Chile, en 2016 y en Nanjing, China, en 2017, en Barcelona, España, en 2019 y en Novara (Italia) en 2024 y un subcampeonato en San Juan (Argentina) en 2022. Tres Campeonatos de Europa en Mealhada (Portugal) en 2018, en Luso (Portugal) en 2021y en Olot (Gerona) en 2023.
En la temporada 2019/20, Marta ficha por el Benfica portugués con el que consigue la Supertaça de Portugal. No termina la temporada al suspenderse a causa de la pandemia.
A nivel individual fue distinguida como la mejor deportista de Asturias de 2018 por la Asociación de la Prensa Deportiva del Principado. También fue reconocida como MVP de la Copa de la Reina del 2019 disputada en Reus, MVP de la Copa de la Reina del 2023 disputada en Calafell y MVP de la Liga Iberdrola temporada 2022/23.
El Centro Asturiano de Madrid nombra a Marta González Piquero Urogallo de bronce del deporte 2022.
En 2024, la organización Movimiento Asturiano por la Paz, en su segunda gala, le otorga el galardón Mirada Violeta del deporte.
También en 2024 la Asociación Delfos Amigos del Deporte, premia a la jugadora con el "Premio Delfos a los Valores Humanos en El Deporte"
El Comité Olimpico Español otorga el "Laurel Olímpico" a Marta González Piquero en 2024 y 2025